# Eucamerotus
Eucamerotus – rodzaj zauropoda żyjącego we wczesnej kredzie (barrem) na terenach obecnej Europy. Opisany w 1871 roku przez Johna Hulke na podstawie jednego łuku kręgowego, odkrytego w osadach formacji Wessex na wyspie Wight (Anglia), oznaczonego MNHUK R2522. Hulke nadał zwierzęciu jedynie nazwę rodzajową, nie proponując żadnego epitetu gatunkowego; dopiero William Blows w 1995 roku ustanowił dla niego epitet gatunkowy foxi. W swoich późniejszych publikacjach Hulke uznał Eucamerotus za młodszy synonim rodzaju Ornithopsis; uznał też, że holotyp Eucamerotus reprezentuje ten sam gatunek, co odkryte również na wyspie Wight kość łonowa i kość kulszowa oznaczone MNHUK R97, będące holotypem opisanego w 1882 roku przez Hulkego gatunku Ornithopsis eucamerotus.
Blows (1995) uznał Eucamerotus za odrębny rodzaj; paratypami E. foxi ustanowił pięć innych kręgów grzbietowych odkrytych na wyspie Wight, wcześniej uznawanych za reprezentujące rodzaj Ornithopsis. Uznał też, że do zwierząt z tego gatunku należy także kilka innych kręgów i trzonów kręgów grzbietowych z wyspy Wight oraz jeszcze nie opisany niekompletny szkielet z wyspy Wight oznaczony MIWG BP001; Upchurch, Mannion i Barrett (2011) uznają jednak za bardziej prawdopodobne, że MIWG BP001 reprezentuje odrębny od E. foxi jeszcze nienazwany gatunek i prawdopodobnie rodzaj będący bazalnym przedstawicielem kladu Titanosauriformes. Blows nie znalazł dowodów na przynależność BMNH R97 do zwierząt z gatunku E. foxi, a samego gatunku O. eucamerotus nie uznał za ważny takson. Jego zdaniem zarówno E. foxi, jak i BMNH R97 należały do rodziny Brachiosauridae. Upchurch, Barrett i Dodson (2004) uznali zarówno E. foxi, jak i O. eucamerotus za nomina dubia; autorzy ci ograniczyli się do sklasyfikowania E. foxi jako przedstawiciela kladu Titanosauriformes o niepewnej pozycji filogenetycznej. Naish i Martill (2007) nie odnieśli się do kwestii pozycji filogenetycznej E. foxi, uznali natomiast O. eucamerotus za pozbawionego cech diagnostycznych przedstawiciela Titanosauriformes. Z ich opinią na temat O. eucamerotus zgodzili się Upchurch, Mannion i Barrett (2011), którzy jednocześnie uznali E. foxi za bazalnego przedstawiciela Titanosauriformes. Ich zdaniem E. foxi jest prawdopodobnie ważnym taksonem, mającym dwie cechy budowy środkowych i tylnych kręgów grzbietowych, które mogą być jego autapomorfiami: płytki, podłużny dół na bocznej powierzchni łuku kręgu, równoległy do tylnej części górnej krawędzi bocznego otworu pneumatycznego (pleurocelu) oraz połączenie przednich wyrostków stawowych kręgów (ang. prezygapophyses) i wyrostków poprzecznych dolnych (ang. parapophyses) przez dwa równoległe i prawie poziome grzebienie kostne oddzielone od siebie płytkim dołem.